# Нижняя Матрёнка (Липецкая область)
Ни́жняя Матрёнка — село Добринского района Липецкой области. Центр Нижнематрёнского сельсовета.
Основана переселенцами из города Усмани в 1735 году .
Названа по местоположению в низовье реки Матрёнки. В селе через неё переброшен мост. А на границе с деревней Курлыковка в реку впадает небольшой приток.
В 1841 году здесь построена каменная Богоявленская церковь. При ней находилась Николаевская церковь, которую возвели в 1858 на средства известного Усманского благотворителя и крупного землевладельца  майора Н.Н.Снежкова. 
В 1895 году в селе проживало 4500 государственных крестьян, в 1910 - 1895 жителей великороссов, которые занимались земледелием и торговлей, в 1914 году - 6327. Две земские и две церковно-приходские школы. 
В северной части Нижней Матрёнки (вдоль дороги до села Коробовки) находятся два кладбища.
12 декабря 2008 года в селе открылся центр общей врачебной (семейной) практики.

## Население
| 2010 |
| ---- |
| 744  |

## Объекты культурного наследия
- Больница земская (II пол. XIX в.)  памятник архитектуры (вновь выявленный объект)[6]
- Лечебница ветеринарная  (нач. XX в.) памятник архитектуры (вновь выявленный объект)[6]
- Управа волостная (1912 г.)  памятник архитектуры (вновь выявленный объект)[6]
- Лавки торговые (XIX в.) памятник архитектуры (вновь выявленный объект)[6]
- Курган.   исторический памятник (региональный)[6]